# Auberge de Kolu
L'auberge de Kolu  (estonien : Kolu kõrts) est une petite auberge de style vernaculaire estonien exposée au musée estonien en plein air dans le quartier de Rocca al Mare à Tallinn en Estonie.

## Présentation
L'auberge est construite en 1840, au bord de la route menant de Tallinn à Tartu, dans le village de Kolu de la commune de Kose dans la région de l'Harjumaa.
Le bâtiment a été déplacé au musée estonien en plein air en 1968 et reconstruit en 1969-1973. 
Depuis 1993, à l'intérieur du bâtiment un restaurant sert une cuisine traditionnelle estonienne. 